# Legend Lake
Legend Lake és una concentració de població designada pel cens dels Estats Units a l'estat de Wisconsin. Segons el cens del 2000 tenia 1.533 habitants.

## Demografia
Segons el cens del 2000, Legend Lake tenia 1.533 habitants, 538 habitatges, i 401 famílies. La densitat de població era de 35,1 habitants per km².
Dels 538 habitatges en un 28,8% hi vivien nens de menys de 18 anys, en un 52% hi vivien parelles casades, en un 15,1% dones solteres, i en un 25,3% no eren unitats familiars. En el 20,1% dels habitatges hi vivien persones soles el 7,4% de les quals corresponia a persones de 65 anys o més que vivien soles. El nombre mitjà de persones vivint en cada habitatge era de 2,85 i el nombre mitjà de persones que vivien en cada família era de 3,2.
Per edats la població es repartia de la següent manera: un 30,6% tenia menys de 18 anys, un 7,3% entre 18 i 24, un 21,9% entre 25 i 44, un 27,2% de 45 a 60 i un 13% 65 anys o més.
L'edat mediana era de 38 anys. Per cada 100 dones de 18 o més anys hi havia 94,2 homes.
La renda mediana per habitatge era de 38.393 $ i la renda mediana per família de 38.333 $. Els homes tenien una renda mediana de 25.833 $ mentre que les dones 23.750 $. La renda per capita de la població era de 14.512 $. Aproximadament el 12,6% de les famílies i el 17,5% de la població estaven per davall del llindar de pobresa.

## Poblacions més properes
El següent diagrama mostra les poblacions més properes.